# كيم روبرتس
كيم روبرتس (بالإنجليزية: Kim Roberts)‏ هي ممثلة أمريكية، ولدت في 1953 بتورونتو في كندا.

## أعمال

### أفلام
- (2001) لمعان
- (2004) ظهور الموتى[3]
- (2006) سو 3[4][5]
- (2007) جامب إن!
- (2007) سو 4
- (2012) العهد[6]

## وصلات خارجية
- كيم روبرتس على موقع IMDb (الإنجليزية)
- كيم روبرتس على موقع أول موفي (الإنجليزية)
- كيم روبرتس على موقع قاعدة بيانات الأفلام السويدية (السويدية)
- كيم روبرتس على موقع قاعدة بيانات الفيلم (الإنجليزية)
- كيم روبرتس على موقع كينوبويسك (الروسية)